# Station Horná Štubňa

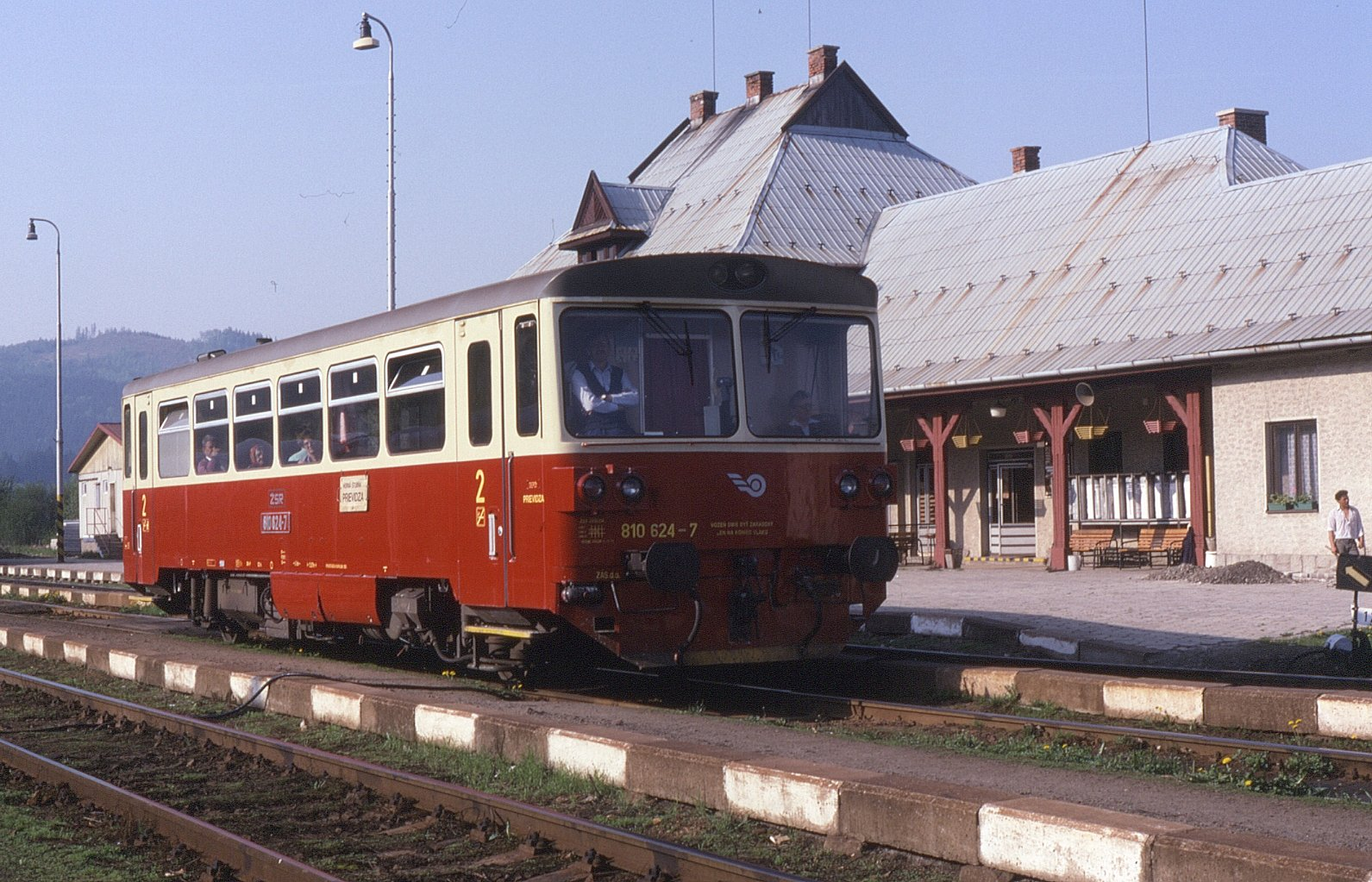
Zicht op het station en de perrons, anno 1997

Station Horná Štubňa is het treinstation van de Slowaakse gemeente Horná Štubňa.

## Ligging
Het station ligt in het centrum van Slowakije, in de westelijke richting, op een hoogte van 630 meter boven de zeespiegel.
Het is ongeveer 3,8 km ten zuiden van de gemeentelijke kern van Horná Štubňa gesitueerd, nabij verkeersweg 65. 

## Lijnen
De volgende lijnen worden bediend:
- lijn 145 (Prievidza – Horná Štubňa)
- lijn 171 (Zvolen – Diviaky [1])

## Dienstverlening
- Vlak bij het station is een autobushalte.

## Treindienst
Er rijden met regelmaat stoptreinen (Os), zowel voor lijn 145 als voor lijn 171.

## Ander station
Op een afstand van ± 1 kilometer van het gemeentelijk centrum, ligt in de westelijke richting de halte: "Horná Štubňa zastávka". Deze halte ligt aan lijn 171.